# Mandarim do Sudoeste
O Mandarim do Sudoeste (chinês simplificado: 西南官话; chinês tradicional: 西南官話; pinyin: Xīnán Guānhuà), também conhecido como Mandarim Yangtze Superior (chinês simplificado: 上江.
官话; chinês tradicional: 上江官話; pinyin: Shàngjiāng Guānhuà) é um subgrupo de variedades do mandarim falado em grande parte do centro e sudoeste da China, incluindo em Sichuan, Yunnan, Chongqing, Guizhou, a maioria das partes de Hubei, a parte noroeste de Hunan, a parte norte de Guangxi e algumas partes sul de Shaanxi e Gansu. O mandarim do sudoeste é cerca de 50% inteligível entre si com o chinês padrão.
O Mandarim do Sudoeste é falado por aproximadamente 260 milhões de pessoas. Se considerado um idioma distinto do mandarim central, ele teria os oitavos falantes nativos do mundo, atrás do próprio mandarim, espanhol, inglês, hindi, português, árabe e bengali.